# Hogesnelheidslijn Peking-Hongkong
De hogesnelheidslijn Peking-Hongkong (Standaardmandarijn: 京廣深港高速鐵路) is een Chinese hogesnelheidslijn die Peking met Hongkong verbindt langs Wuhan, Guangzhou en Shenzhen. De lijn heeft een totale lengte van 2.230 kilometer. De volledige lijn werd op 22 september 2018 ingehuldigd en was vanaf 23 september 2018 geopend voor het publiek.
Met enkel nog het laatste gedeelte, tussen Shenzhen en Hongkong niet volledig afgewerkt, werd op 26 december 2012 het grootste gedeelte van 2.194 km in gebruik genomen. Dit traject wordt afgelegd in minder dan acht uur. De aanleg van de spoorweg begon op 23 juni 2005, de eerste commerciële treinrit op het gedeelte tussen Wuhan en Guangzhou vertrok op 26 december 2009, exact drie jaar later gevolgd door een commerciële rit tussen Peking en Shenzhen. De lijn wordt uitgebaat door China Railway High-speed (CRH), een dochter van China Railways.

## Belangrijkste steden
- Peking
- Shijiazhuang
- Zhengzhou
- Wuhan
- Changsha
- Guangzhou
- Shenzhen
- Hongkong